# Harpa
Harpa és una de la sala de concerts i conferències a Reykjavík, Islàndia. El concert d'obertura es va dur a terme el 4 de maig del 2011.
Harpa va ser dissenyat per la firma danesa Henning Larsen Architects en col·laboració amb l'artista danès-islandès Olafur Eliasson, que van guanyar el Premi d'Arquitectura Contemporània Mies van der Rohe de 2013. L'estructura consta d'un marc d'acer revestit amb panells de vidre en forma geomètriques de diferents colors. L'edifici va ser originalment part d'una reordenació de la zona Austurhöfn anomenat World Trade Center Reykjavík, que va ser abandonat parcialment a causa de la crisi financera. El projecte pretenia incloure un hotel de 400 habitacions, apartaments de luxe, locals comercials, restaurants, un aparcament i la nova seu del banc islandès Landsbanki.

## Galeria

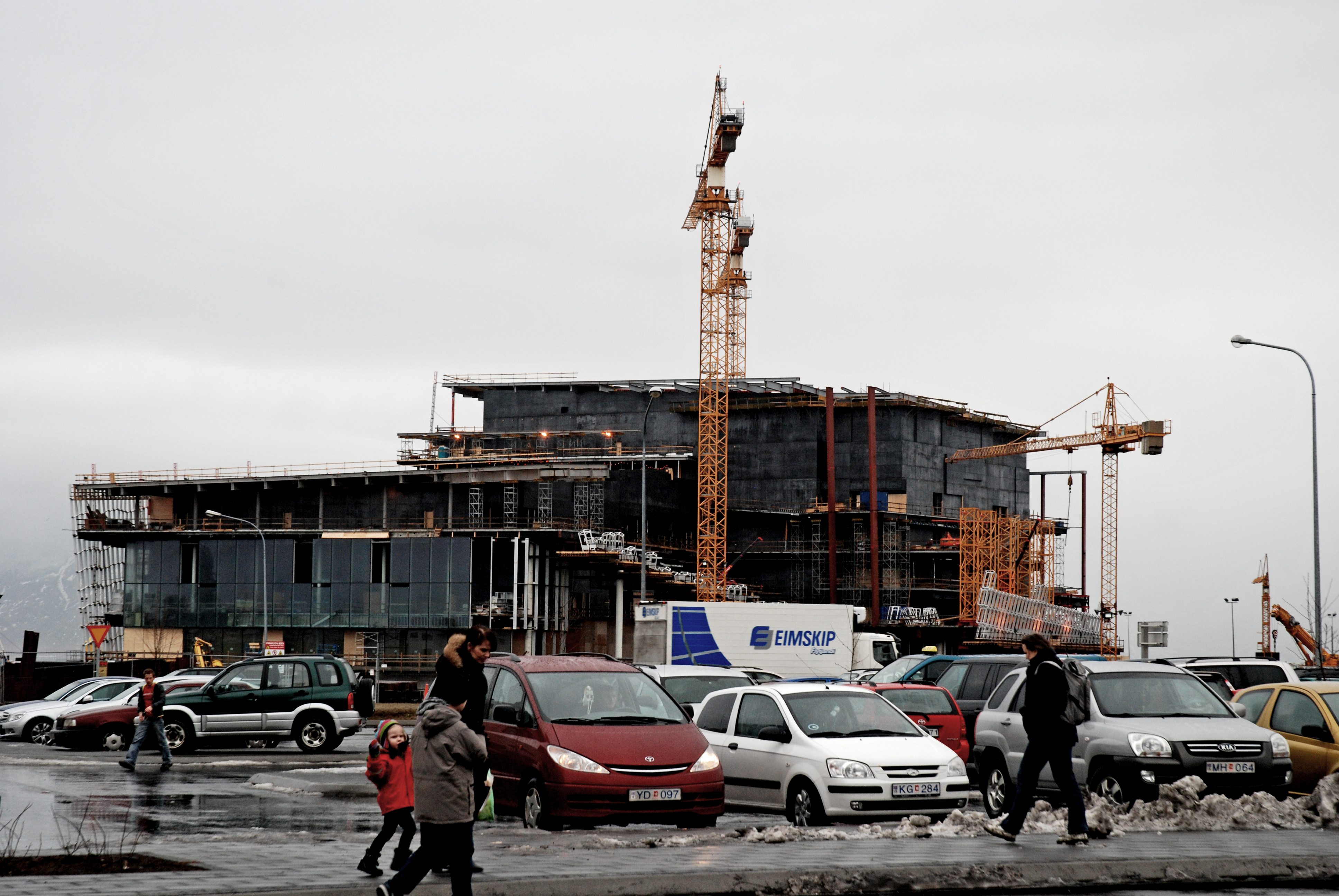
Inici de la construcció de l'edifici.
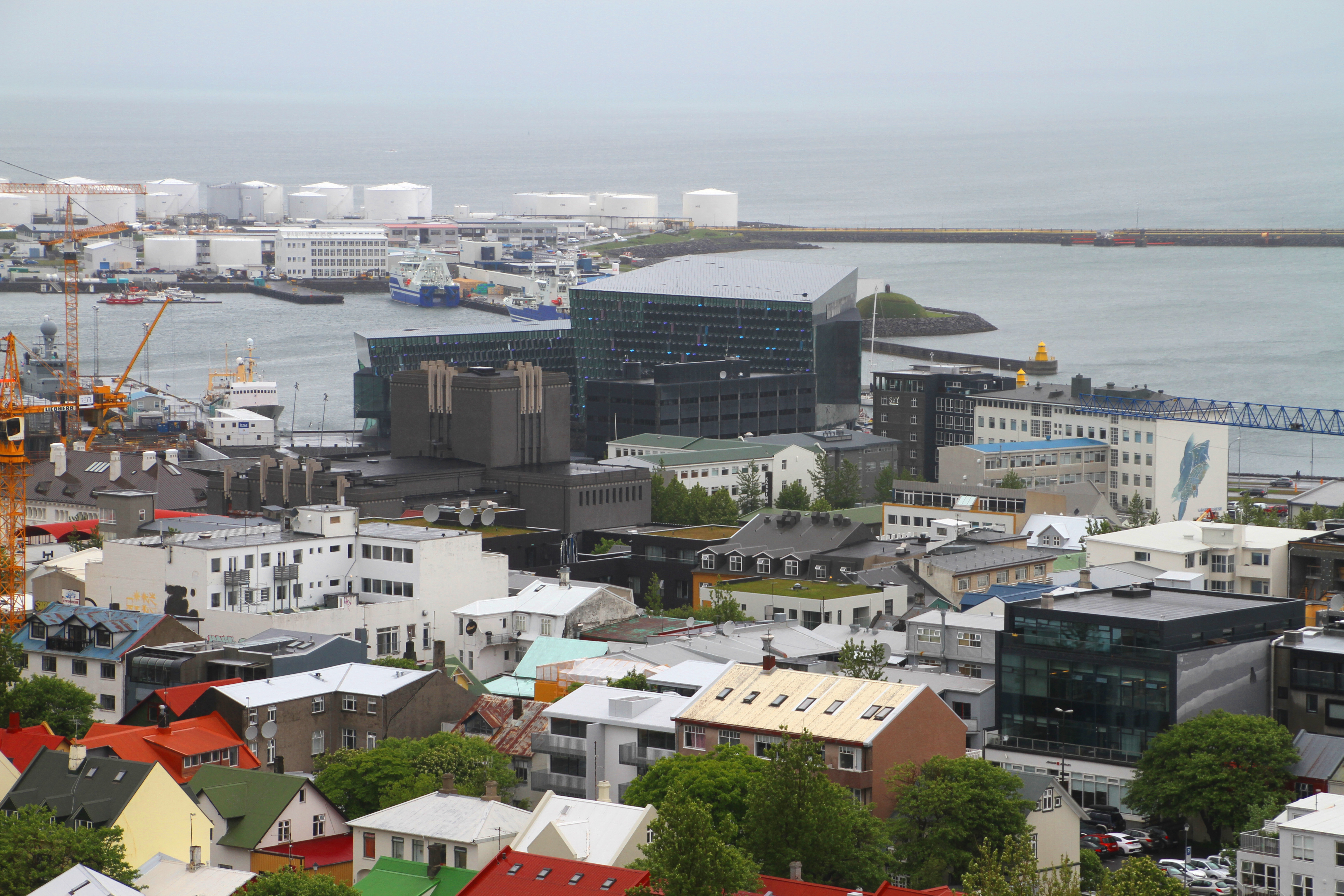
Panoràmica de l'edifici dins el barri.